# Paquet Télécom
Le Paquet Télécom est la dénomination utilisée pour désigner un ensemble de réformes européennes pour réguler les télécommunications. Initialement votées en 2002, les textes ont successivement été révisées en 2009 puis en 2018.

## Historique
Le paquet télécom est une proposition de la Commission européenne pour réformer la régulation des réseaux de communication et de services électroniques. Ce paquet inclut :
- une directive (2009/140/CE) qui amende trois directives existantes :
  - directive accès (2002/19/CE)[4]
  - directive autorisation (2002/20/CE)[5]
  - directive cadre (2002/21/CE)[6]
- une directive (2009/136/CE) qui amende deux directives existantes :
  - directive service universel (2002/22/CE)[7]
  - directive vie privée et communications électroniques (2002/58/CE)[8]
- un règlement (CE) No 1211/2009 instituant l’Organe des régulateurs européens des communications électroniques (ORECE)

En 2018, la directive 2018/1972 établissant un code des communications électroniques européen propose une harmonisation du cadre réglementaire, en particulier pour permettre le déploiement de la 5G.

## Riposte graduée
En juillet 2008, bien que le paquet télécom ne concernait pas la régulation des contenus, un certain nombre d'amendements associés au "Paquet Télécom" visaient à valider le principe d'une riposte graduée au niveau européen. Le but était de valider la loi Hadopi qui allait être présentée en France.
En réaction, à ces amendements, l'eurodéputé Guy Bono a introduit un amendement, qui aura le numéro 138, visant à rendre impossible la mise en place d'un système automatisé de sanction par coupure des liaisons à Internet.
Le 24 septembre 2008, en première lecture du Paquet Télécom, le Parlement vote à 88 % pour l'amendement no 138. Le 4 octobre, le Président Nicolas Sarkozy envoie une lettre au président de la Commission, M. José Manuel Barroso, lui demandant de retirer l’amendement. Le 6 octobre, la Commission européenne rejette officiellement la demande du président français, ne voulant pas privilégier un état membre par rapport aux autres.
Le 20 novembre 2008, la France alors à la présidence de l'Union européenne, décide de retirer cet amendement avant de présenter le texte au Conseil de l'Union européenne.
Le 6 mai 2009, après plusieurs rebondissements, un autre amendement (numéro 46) qui reprend le texte original de l'amendement 138 est adopté en deuxième lecture.
Le texte doit passer devant le Conseil de l'UE, en juin 2009. S'il est approuvé par une majorité qualifiée, il sera accepté définitivement. S'il n'est pas approuvé, une procédure de conciliation sera lancée.
Le Conseil de l'UE rejette les modifications. Un comité de conciliation doit donc se réunir, composé des ministres concernés des 27 pays et de 27 député européens.
Du 4 au 9 juin 2009 les élections européennes renouvellent le Parlement européen. Un député du Parti Pirate Suédois est élu au parlement, et un député Allemand passe dans le Parti Pirate.
Le 28 septembre 2009, le comité de conciliation est à sa troisième lecture. 26 associations de citoyens à travers l'Europe demandent au comité d'adopter une position en faveur de la libre concurrence et de préserver les libertés des citoyens,.
Le 4 novembre 2009, la Comité de conciliation arrive à un accord accepté par la majorité des membres, et l'unanimité des députés européens y prenant part. La Quadrature du Net se félicite que le texte fasse référence à une procédure préalable, mais regrette qu'il ne fasse pas mention de l'autorité judiciaire : en cas de litige, ce sera donc à la Cour de justice européenne de trancher sur le type de procédure acceptable.
Les textes sont entrés en vigueur avec leur publication au Journal Officiel de l'Union le 18 décembre 2009 après avoir été votés par le Parlement européen le 24 novembre 2009.